# Vibe Coding
Vibe Coding (auch Vibe-Coding  oder Vibecoding) bezeichnet eine Art der Softwareentwicklung, bei der nahezu ausschließlich der Prompt eines großen Sprachmodells (LLM) (z. B. GPT) bedient wird, um den für die Software erforderlichen Quellcode zu generieren. Vibe Coding ist eine Variante des Prompt Engineerings. Anders als die qualifizierte Softwareentwicklung, die Überprüfungen und Tests des Quellcodes und des Produkts auf Fehlerfreiheit durch Fachpersonal einschließt, soll Vibe Coding keine Vorkenntnisse oder Ausbildung erfordern.

## Begriffsgeschichte
Andrej Karpathy, Mitbegründer von OpenAI und ehemaliger KI-Leiter bei Tesla, beschrieb am 3. Februar 2025 „Vibe Coding“ als eine konversationsbasierte Methode, bei der Sprachbefehle verwendet werden, während „KI“ den eigentlichen Code generiert. Karpathy betonte, dass diese Methode besonders für „Wegwerf-Wochenendprojekte“ geeignet sei und dass sie „ziemlich amüsant“ sei.  Karpathys Tweet wurde weithin aufgegriffen und setzte einen Trend in der Diskussion um den Stand der Softwareentwicklung im Jahr 2025. Im März 2025 nahm das Merriam-Webster-Wörterbuch den Begriff als „Slang & Trending“-Substantiv auf.
„Vibe Coding“ bezeichnet nach seiner Definition die unkritische „Hingabe“ des „Programmierers“ zum großen Sprachmodell.

## Anwendung
Bei Vibe Coding ist der Entwickler eigentlich der Anwender eines großen Sprachmodells (LLM). Diesem wird in Prosa eine Beschreibung des Problems übergeben, für welches die Softwarelösung entwickelt werden soll. Aus dem Prompt generiert das LLM Quellcode oder passende Projektdaten für eine integrierte Entwicklungsumgebung. Die erfolgreiche Überprüfung des Ergebnisses sowie der Erfolg bei der Beseitigung von Fehlern in der generierten Software hängt von den Fähigkeiten und der Qualifikation des Anwenders ab.

### Überprüfung
Nach der Definition von Karpathy werden alle Generierungen und Änderungen am Quellcode immer ungeprüft akzeptiert. Allerdings räumte er auch ein, dass „KI-Tools“ nicht immer in der Lage sind, Fehler zu beheben oder zu verstehen, was zu Experimenten mit unzusammenhängenden Änderungen führt, bis die Probleme behoben sind. Der Aspekt der unkritischen Übernahme aller Generierungen sei zwar namensgebend für die Technik, allerdings wird im Geschäftsbereich auf Reviews nicht verzichtet. Zur Differenzierung des unqualifizierten „Vibe Codings“ von der qualifizierten Software Craftsmanship werden andere Begriffe wie z. B. „Vise Coding“ vorgeschlagen.

## Anwendungsumfeld
Vibe Coding ermöglicht die schnelle Erstellung von Prototypen und die Umsetzung von Ideen in Software durch Personen, die keine Qualifikation im Fachbereich der Softwareentwicklung aufweisen müssen, um Anforderungen in natürlicher Sprache zu formulieren. Sowohl nach Karpathys Definition als auch weithin rezipiert, besteht für Unkundige die Möglichkeit, Lösungen in geringem Umfang für ein privates Umfeld zu generieren, bei denen Qualität, Zuverlässigkeit, Skalierbarkeit und Wartbarkeit nicht im Vordergrund stehen.
Professionellen und qualifizierten Entwicklern erleichtert die Technik des Vibe Codings das Bootstrapping, das heißt den Anfang und die Einrichtung eines neuen Projekts, das als Ausgangspunkt zur weiteren, durch Fachpersonen durchgeführten Entwicklung dient. Allerdings wird dieser Vorgang pro Softwareprojekt nur ein einziges Mal durchgeführt.

## Rezeption
Einem Bericht des Risikokapitalgebers Y Combinator zufolge sind bereits 25 % der Codebasis von Startups KI-generiert und basieren auf Vibecoding.

### Einschränkungen und Kritik
Vibe Coding entledigt sich etablierter Konventionen der Softwareentwicklung hinsichtlich Qualität, Zuverlässigkeit, Skalierbarkeit und Wartbarkeit des Projekts sowie der Notwendigkeit von qualifizierten Personen zur Durchführung. Dadurch entsteht Quellcode, dessen Funktionsweise durch den Anwender gar nicht oder nicht vollständig verstanden wird, was zu unentdeckten Fehlern, Fehlfunktionen und Sicherheitslücken führt. LLM-generierter Code verwendet häufig Platzhalter, die von einem Entwickler identifiziert und ersetzt werden sollen, während die Erwartung des Anwenders ist, auf seine Eingabe hin vollständigen und funktionsfähigen Code vom LLM zu erhalten.
LLMs basieren natürlicherweise auf einem Stand ihrer Daten, der in der Vergangenheit liegt. Aktuelle Sicherheitsprobleme, aber auch neue Versionen der Basistechnologie, sind im Training des LLM daher nicht immer berücksichtigt. Auch kann ein LLM einen Fehler nur identifizieren, wenn sowohl der Fehler als auch seine Behebung Teil der Trainingsdatenmenge sind. Kreatives Denken, Abstraktion, Ableitung und höhere Logik aus sich selbst heraus stehen außerhalb der Möglichkeiten der heute als solche vermarkteten KI.
Einige LLM-Produkte sind in der Lage, im Internet nach bekannten Fehlern oder Sicherheitslücken zu recherchieren, beispielsweise in Quellen wie den Common Vulnerabilities and Exposures. In begrenztem Maß kann ein LLM auch Quellcode auf Vorgehensweisen analysieren, wie sie in Datenbanken wie OWASP dokumentiert sind. Die Antizipierung von Fehlern und Lücken, die unbekannt sind, erfordert jedoch ein tiefes Verständnis von Systemen, welches LLMs ihrer Natur nach nicht haben. Ist „denkerische“ Eigenleistung gefragt, erhöht sich stets das Risiko von Konfabulationen der sogenannten KI.
Die optimale Anwendung von LLMs in der Softwareentwicklung ist die dialogbasierte Lösung von Teilproblemen, die durch einen qualifizierten Entwickler durchgeführt und überprüft werden kann. Entwickler, die LLMs in ihrem Entwicklungsprozess benutzen und integrieren, verdrängen auf dem Arbeitsmarkt Entwickler, die auf den Einsatz dieser Technologie verzichten. Qualifizierte Entwickler sind für die Umsetzung professioneller und geschäftlicher Anforderungen an Software auch mit dem Aufkommen von LLMs unerlässlich und können nach dem Stand der Technik nicht durch KI ersetzt werden.